# Editura Vellant
Editura Vellant este o editură românească cu sediul în București, fondată în noiembrie 2007 și apreciată pe segmentul de carte de artă și carte ilustrată pentru copii. Este singura editură din România care are o colecție de arta străzii, cuprinzând albume de graffiti și street art. 
Printre autorii publicați se numără: Guillermo Arriaga, Naomi Klein Arhivat în 7 iunie 2018, la Wayback Machine., Noam Chomsky, Alain de Botton, Richard Yates, Irvin Yalom, Lionel Shriver, Nicholas Mosley, Oliver James, Andres Barba, Luis Leante, Alexandru Andrieș sau Alexandru Ciubotariu (Pisica Pătrată).
Vellant are în portofoliu cărți de artă, carte ilustrată pentru copii, literatură contemporană, eseu și călătorii.
Printre autorii unor studii și monografii de artă se numără:John Berger, Alexandru Davidian, Daria Ghiu, Valentina Iancu, Doina Lemny, Erwin Kessler, Catherine Millet, Olivia Nițiș sau Susan Sontag.